# (2524) Budovicium
(2524) Budovicium es un asteroide perteneciente al cinturón de asteroides, descubierto el 28 de agosto de 1981 por Zdeňka Vávrová desde el Observatorio Kleť, České Budějovice, República Checa.

## Designación y nombre
Designado provisionalmente como 1981 QB1. Fue nombrado Budovicium en homenaje a České Budějovice ciudad de la República Checa.